# Śródmiejska obwodnica Piotrkowa Trybunalskiego
Śródmiejska obwodnica Piotrkowa Trybunalskiego – projektowana, oraz częściowo wybudowana śródmiejska obwodnica Piotrkowa Trybunalskiego, która w przyszłości ma pełnić rolę drogi alternatywnej dla autostrady A1 oraz uatrakcyjnić południowe tereny Piotrkowa Trybunalskiego dla inwestorów. 
W chwili obecnej wybudowany jest fragment obwodnicy od ul. Wojska Polskiego przez ul. Słowackiego, trasę W-Z do ul. Dmowskiego.
Budowa biegnącej z północy na południe obwodnicy rozpoczęła się w 2003. Pierwszy etap prac składał się z dwóch części i obejmował roboty przy odcinku od Al. Sikorskiego do ul. Słowackiego oraz od al. Sikorskiego do ul. Dmowskiego. Kolejnym etapem było przedłużenie obwodnicy do ul. Wojska Polskiego.
Droga na odcinku Dmowskiego–Słowackiego jest dwujezdniowa, zaś na odcinku Słowackiego–Wojska Polskiego jest jednojezdniowa.
Decyzją Rady Miasta Piotrkowa Trybunalskiego fragment obwodnicy od ul. Wojska Polskiego do ul. Słowackiego nosi nazwę Alei 800-lecia Miasta Piotrkowa Trybunalskiego, zaś fragment od ul. Słowackiego do Al. gen. Sikorskiego nosi nazwę alei Concordii.